# عاصم أحمد خان
عاصم أحمد خان (بالإنجليزية: Asim Ahmed Khan)‏ هو سياسي هندي، ولد في 20 مارس 1976 بدلهي في الهند. حزبياً، نشط في Aam Aadmi Party ‏. وقد انتخب عضو الجمعية التشريعية في دلهي ‏.